# トニー・コー
トニー・コー（Tony Coe、1934年11月29日 - 2023年3月16日）は、クラリネット、バスクラリネット、フルート、ソプラノサックス、アルトサックス、テナーサックスを演奏するイングランドのジャズ・ミュージシャンである。

## 略歴
コーは、1957年から1962年にかけてハンフリー・リトルトンのバンドで演奏活動を開始した。1965年、カウント・ベイシーのバンドに招待された（「外されなかったことをうれしく思います。2週間は続いたでしょう」）。その後、ジョン・ダンクワース・オーケストラ、ケニー・クラーク＝フランシー・ボラン・ビッグ・バンド、デレク・ベイリーのフリー・インプロヴィゼーション・グループであるカンパニー、スタン・トレイシー、マイケル・ギブス、スタン・ゲッツ、ディジー・ガレスピー、ボブ・ブルックマイヤーと共演し、ピエール・ブーレーズの元で演奏し、ドラマーのトニー・オクスレイとの「Coe, Oxley & Co.」を含む一連のグループを率いている。ポール・マッカートニーの1982年にリリースされた「I'll Give You a Ring」の録音ではクラリネットを演奏し、ジョン・マーティンの1973年のアルバム『Solid Air』ではサックスを演奏している。
コーはまた、クラリネット奏者アラン・ハッカーによって結成された小さなアンサンブルであるMatrixと、初期のクラシカルな、現代音楽の幅広いレパートリーを演奏し、Danish Radio Big Bandや、Metropole Orchestra、Skymasters in the Netherlandsでも演奏した。
コーは、『スーパーマンII』、『ビクター/ビクトリア』、『Nous irons tous au paradis』、『リービング・ラスベガス』、『Le Plus beau métier du monde』、『セクシュアル・イノセンス』など、いくつかの映画のサウンドトラックでレコーディングを行っている。また、『Camomille』の映画音楽を作曲した。
2023年3月16日、死去。88歳没。

## 受賞歴
1975年、芸術評議会から受けた助成金により、ジャズとロックの要素をクラシック音楽の技術と融合させた大規模なオーケストラ作品である『Zeitgeist』を書くことができた。彼は名誉学位とデンマークのジャズパー賞を受賞した（1995年）。

## ディスコグラフィ

### リーダー・アルバム
- 『スウィンギン・ティル・ザ・ガールズ・カム・ホーム』 - Swingin' Till The Girls Come Home (1962年、Philips) ※トニー・コー・クインテット名義
- 『ジャズ・テテ・ア・テテ』 - Peter Burman's Jazz Tete A Tete (1966年、77 Records) ※トニー・コー・クインテット名義 with タビー・ヘイズ
- Tony's Basement (1967年、Columbia) ※with the Lansdowne String Quartet
- Sax with Sex (1968年、Metronome)
- Pop Makes Progress (1970年、Chapter One) ※with ロバート・ファーノン
- With Brian Lemon Trio (1971年、77 Records)
- Zeitgeist: Based on Poems of Jill Robin (1977年、EMI)
- 『コー・イグジスタンス』 - Coe-Existence (1978年、Lee Lambert)
- Time (1979年、Incus) ※with デレク・ベイリー
- Get It Together (1979年、Pizza Express) ※with アル・グレイ
- Tournee Du Chat (1983年、Nato)
- Le Chat Se Retourne (1984年、Nato)
- Nutty On Willisau (1984年、hat ART) ※Coe, Oxley & Co.名義
- Mainly Mancini (1985年、Chabada)
- Mer De Chine (1988年、Nato)
- Canterbury Song (1989年、Hot House)
- Les Voix D'Itxassou (1990年、Nato)
- Les Sources Bleues (1991年、Nato) ※with トニー・ハイマス、クリス・ローレンス
- Captain Coe's Famous Racearound (1996年、Storyville) ※with ボブ・ブルックマイヤー
- In Concert (1997年、ABCDs) ※with ジョン・ホーラー、マルコム・クリース
- Jazz Piquant  N'oublie Jamais (1998年、Doz) ※with ティナ・メイ
- Days of Wine and Roses (1998年、Zephyr) ※with アラン・バーンズ
- Ruby (1998年、Zah Zah) ※Tony Coe Quartet名義
- Street of Dreams (1999年、Zephyr) ※with ウォーレン・ヴァシェ
- Jumpin (1999年、Zephyr) ※with ウォーレン・ヴァシェ、アラン・バーンズ
- Sun, Moon, and Stars (1999年、Zah Zah) ※with アラン・ハッカー
- British-American Blue (2000年、Between the Lines) ※with ロジャー・キャラウェイ
- Dreams (2001年、Zephyr) ※with ジェラルド・プレゼンサー、ブライアン・レモン、デイヴ・グリーン
- What in the World (2003年、Sinclair Songs) ※with リチャード・シンクレア、デヴィッド・リース・ウィリアムズ
- More Than You Know (2004年、33 Records) ※with ティナ・メイ、ニッキ・アイルス
- 『シンドラーズ・マインド』 - Schindler's Mind (2005年、Tokuma Japan) ※with スコット・ロビンソン
- Dancing In The Dark (2021年、Gearbox) ※with ジョン・ホーラー

### メロディ・フォール
- Love Plays Such Funny Games (1984年)
- The Melody Four? Si Señor! (1985年)
- T.V.? Mais Oui! (1986年)
- Hello! We Must Be Going (1987年)
- Shopping For Melodies - Volume 1 (1988年)
- Shopping For Melodies - Volume 2 (1988年)

### ロンリー・ベアーズ
- The Lonely Bears (1991年)
- Injustice (1992年)
- The Bears Are Running (1994年)
- The Best of The Lonely Bears (1998年)